# Lijst van gemeenten in het departement Orne
Hieronder volgt een lijst van de 495 gemeenten (communes) in het [Franse departement Orne (departement 61).

## A
L'Aigle
- Alençon
- Almenêches
- Anceins
- Antoigny
- Appenai-sous-Bellême
- Argentan
- Les Aspres
- Athis-de-l'Orne
- Aube
- Aubry-en-Exmes
- Aubry-le-Panthou
- Aubusson
- Auguaise
- Aunay-les-Bois
- Aunou-le-Faucon
- Aunou-sur-Orne
- Autheuil
- Les Authieux-du-Puits
- Avernes-Saint-Gourgon
- Avernes-sous-Exmes
- Avoine
- Avrilly

## B
Bagnoles-de-l'Orne
- Bailleul
- Banvou
- La Baroche-sous-Lucé
- Barville
- Batilly
- Bazoches-au-Houlme
- Bazoches-sur-Hoëne
- La Bazoque
- Beaufai
- Beaulandais
- Beaulieu
- Beauvain
- Belfonds
- Bellavilliers
- Bellême
- La Bellière
- Bellou-en-Houlme
- Bellou-le-Trichard
- Bellou-sur-Huisne
- Berd'huis
- Berjou
- Bivilliers
- Bizou
- Bocquencé
- Boëcé
- Boischampré
- Boissei-la-Lande
- Boissy-Maugis
- Boitron
- Bonnefoi
- Bonsmoulins
- Le Bosc-Renoult
- Boucé
- Le Bouillon
- Le Bourg-Saint-Léonard
- Bréel
- Bresolettes
- Brethel
- Bretoncelles
- Brieux
- Briouze
- Brullemail
- Bubertré
- Buré
- Bures
- Bursard

## C
Cahan
- Caligny
- Camembert
- Canapville
- La Carneille
- Carrouges
- Ceaucé
- Le Cercueil
- Cerisé
- Cerisy-Belle-Étoile
- Ceton
- Chahains
- Chailloué
- Le Chalange
- Chambois
- Champcerie
- Le Champ-de-la-Pierre
- Les Champeaux
- Champeaux-sur-Sarthe
- Champ-Haut
- Champosoult
- Champs
- Champsecret
- Chandai
- Chanu
- La Chapelle-au-Moine
- La Chapelle-Biche
- La Chapelle-d'Andaine
- La Chapelle-Montligeon
- La Chapelle-près-Sées
- La Chapelle-Souëf
- La Chapelle-Viel
- Le Château-d'Almenêches
- Le Châtellier
- Chaumont
- La Chaux
- Chemilli
- Chênedouit
- Ciral
- Cisai-Saint-Aubin
- la Cochère
- Colombiers (Orne)
- Colonard-Corubert
- Comblot
- Commeaux
- Condeau
- Condé-sur-Huisne
- Condé-sur-Sarthe
- Corbon
- Coudehard
- Coulimer
- Coulmer
- Coulonces
- La Coulonche
- Coulonges-les-Sablons
- Coulonges-sur-Sarthe
- La Courbe
- Courcerault
- Courgeon
- Courgeoût
- Courménil
- Courtomer
- Couterne
- Couvains
- Craménil
- Croisilles
- Crouttes
- Crulai
- Cuissai

## D
Dame-Marie
- Damigny
- Dancé
- Domfront
- Dompierre
- Dorceau
- Durcet

## E
Échalou
- Échauffour
- Écorcei
- Écorches
- Écouché
- Eperrais
- L'Épinay-le-Comte
- Essay (Orne)
- Exmes

## F
Faverolles
- Fay
- Feings
- Fel
- La Ferrière-au-Doyen
- La Ferrière-aux-Étangs
- La Ferrière-Béchet
- La Ferrière-Bochard
- Ferrières-la-Verrerie
- La Ferté-Frênel
- La Ferté-Macé
- Flers
- Fleuré
- Fontaine-les-Bassets
- Fontenai-les-Louvets
- Fontenai-sur-Orne
- La Forêt-Auvray
- Forges
- Francheville
- La Fresnaie-Fayel
- La Fresnaye-au-Sauvage
- Fresnay-le-Samson

## G
Gacé
- Gandelain
- Gâprée
- Gauville
- Gémages
- Geneslay
- Les Genettes
- La Genevraie
- Giel-Courteilles
- Ginai
- Glos-la-Ferrière
- Godisson
- La Gonfrière
- Goulet
- Le Grais
- Le Gué-de-la-Chaîne
- Guêprei
- Guerquesalles

## H
Habloville
- Haleine
- La Haute-Chapelle
- Hauterive
- Héloup
- L'Hermitière
- Heugon
- L'Hôme-Chamondot

## I
Igé
- Irai

## J
Joué-du-Bois
- Joué-du-Plain
- Juvigny-sous-Andaine
- Juvigny-sur-Orne

## L
Lalacelle
- Laleu
- La Lande-de-Goult
- La Lande-de-Lougé
- La Lande-Patry
- La Lande-Saint-Siméon
- La Lande-sur-Eure
- Landigou
- Landisacq
- Larré
- Lignères
- Lignerolles
- Lignou
- Livaie
- Loisail
- Longny-au-Perche
- Longuenoë
- Lonlay-l'Abbaye
- Lonlay-le-Tesson
- Lonrai
- Loré
- Loucé
- Lougé-sur-Maire
- Louvières-en-Auge
- Lucé

## M
Macé
- La Madeleine-Bouvet
- Le Mage
- Magny-le-Désert
- Mahéru
- Maison-Maugis
- Mâle
- Malétable
- Mantilly
- Marchainville
- Marchemaisons
- Mardilly
- Marmouillé
- Mauves-sur-Huisne
- Médavy
- Méhoudin
- Le Mêle-sur-Sarthe
- Le Ménil-Bérard
- Le Ménil-de-Briouze
- Le Ménil-Broût
- Le Ménil-Ciboult
- Ménil-Erreux
- Ménil-Froger
- Ménil-Gondouin
- Le Ménil-Guyon
- Ménil-Hermei
- Ménil-Hubert-en-Exmes
- Ménil-Hubert-sur-Orne
- Ménil-Jean
- Le Ménil-Scelleur
- Le Ménil-Vicomte
- Ménil-Vin
- Les Menus
- Le Merlerault
- Merri
- La Mesnière
- Messei
- Mieuxcé
- Monceaux-au-Perche
- Moncy
- Monnai
- Montabard
- Montchevrel
- Montgaroult
- Montgaudry
- Montilly-sur-Noireau
- Montmerrei
- Mont-Ormel
- Montreuil-au-Houlme
- Montreuil-la-Cambe
- Montsecret-Clairefougère
- Mortagne-au-Perche
- Mortrée
- La Motte-Fouquet
- Moulicent
- Moulins-la-Marche
- Moulins-sur-Orne
- Moussonvilliers
- Moutiers-au-Perche

## N
Neauphe-sous-Essai
- Neauphe-sur-Dive
- Nécy
- Neuilly-le-Bisson
- Neuilly-sur-Eure
- Neuville-près-Sées
- Neuville-sur-Touques
- Neuvy-au-Houlme
- Nocé
- Nonant-le-Pin
- Normandel
- Notre-Dame-du-Rocher

## O
Occagnes
- Omméel
- Ommoy
- Orgères
- Origny-le-Butin
- Origny-le-Roux
- Orville

## P
Pacé
- Parfondeval
- Le Pas-Saint-l'Homer
- Passais
- La Perrière
- Perrou
- Pervenchères
- Le Pin-au-Haras
- Le Pin-la-Garenne
- Planches
- Le Plantis
- Pointel
- Pontchardon
- La Poterie-au-Perche
- Pouvrai
- Préaux-du-Perche
- Prépotin
- Putanges-Pont-Écrepin

## R
Rabodanges
- Radon
- Rai
- Randonnai
- Rânes
- Rémalard
- Le Renouard
- Résenlieu
- Réveillon
- Ri
- La Roche-Mabile
- Roiville
- Rônai
- Ronfeugerai
- Les Rotours
- Rouellé
- La Rouge
- Rouperroux

## S
Sai
- Saint-Agnan-sur-Erre
- Saint-Agnan-sur-Sarthe
- Saint-André-de-Briouze
- Saint-André-de-Messei
- Saint-Aquilin-de-Corbion
- Saint-Aubert-sur-Orne
- Saint-Aubin-d'Appenai
- Saint-Aubin-de-Bonneval
- Saint-Aubin-de-Courteraie
- Saint-Aubin-des-Grois
- Saint-Bômer-les-Forges
- Saint-Brice
- Saint-Brice-sous-Rânes
- Saint-Céneri-le-Gérei
- Sainte-Céronne-lès-Mortagne
- Saint-Christophe-de-Chaulieu
- Saint-Clair-de-Halouze
- Sainte-Croix-sur-Orne
- Saint-Cyr-la-Rosière
- Saint-Denis-de-Villenette
- Saint-Denis-sur-Huisne
- Saint-Denis-sur-Sarthon
- Saint-Didier-sous-Écouves
- Saint-Ellier-les-Bois
- Saint-Evroult-de-Montfort
- Saint-Evroult-Notre-Dame-du-Bois
- Saint-Fraimbault
- Saint-Fulgent-des-Ormes
- Sainte-Gauburge-Sainte-Colombe
- Saint-Georges-d'Annebecq
- Saint-Georges-des-Groseillers
- Saint-Germain-d'Aunay
- Saint-Germain-de-Clairefeuille
- Saint-Germain-de-la-Coudre
- Saint-Germain-des-Grois
- Saint-Germain-de-Martigny
- Saint-Germain-du-Corbéis
- Saint-Germain-le-Vieux
- Saint-Gervais-des-Sablons
- Saint-Gervais-du-Perron
- Saint-Gilles-des-Marais
- Saint-Hilaire-de-Briouze
- Saint-Hilaire-la-Gérard
- Saint-Hilaire-le-Châtel
- Saint-Hilaire-sur-Erre
- Saint-Hilaire-sur-Risle
- Sainte-Honorine-la-Chardonne
- Sainte-Honorine-la-Guillaume
- Saint-Jean-de-la-Forêt
- Saint-Jouin-de-Blavou
- Saint-Julien-sur-Sarthe
- Saint-Lambert-sur-Dive
- Saint-Langis-lès-Mortagne
- Saint-Léger-sur-Sarthe
- Saint-Léonard-des-Parcs
- Saint-Mard-de-Réno
- Sainte-Marguerite-de-Carrouges
- Sainte-Marie-la-Robert
- Saint-Mars-d'Égrenne
- Saint-Martin-d'Écublei
- Saint-Martin-des-Landes
- Saint-Martin-des-Pézerits
- Saint-Martin-du-Vieux-Bellême
- Saint-Martin-l'Aiguillon
- Saint-Maurice-du-Désert
- Saint-Maurice-lès-Charencey
- Saint-Maurice-sur-Huisne
- Saint-Michel-des-Andaines
- Saint-Michel-Tubœuf
- Saint-Nicolas-des-Bois
- Saint-Nicolas-des-Laitiers
- Saint-Nicolas-de-Sommaire
- Sainte-Opportune
- Saint-Ouen-de-la-Cour
- Saint-Ouen-de-Sécherouvre
- Saint-Ouen-le-Brisoult
- Saint-Ouen-sur-Iton
- Saint-Ouen-sur-Maire
- Saint-Patrice-du-Désert
- Saint-Paul
- Saint-Philbert-sur-Orne
- Saint-Pierre-d'Entremont
- Saint-Pierre-des-Loges
- Saint-Pierre-du-Regard
- Saint-Pierre-la-Bruyère
- Saint-Pierre-la-Rivière
- Saint-Quentin-de-Blavou
- Saint-Quentin-les-Chardonnets
- Saint-Roch-sur-Égrenne
- Saint-Sauveur-de-Carrouges
- Sainte-Scolasse-sur-Sarthe
- Saint-Siméon
- Saint-Sulpice-sur-Risle
- Saint-Symphorien-des-Bruyères
- Saint-Victor-de-Réno
- Saires-la-Verrerie
- Le Sap
- Le Sap-André
- Sarceaux
- La Sauvagère
- Sées
- Ségrie-Fontaine
- La Selle-la-Forge
- Semallé
- Sentilly
- Sept-Forges
- Serans
- Sérigny
- Sévigny
- Sevrai
- Silly-en-Gouffern
- Soligny-la-Trappe
- Suré
- Survie

## T
Taillebois
- Tanques
- Tanville
- Tellières-le-Plessis
- Tessé-Froulay
- Le Theil
- Ticheville
- Tinchebray-Bocage
- Torchamp
- Touquettes
- Les Tourailles
- Tournai-sur-Dive
- Tourouvre
- Trémont
- La Trinité-des-Laitiers
- Trun

## U
Urou-et-Crennes

## V
Valframbert
- Vaunoise
- Les Ventes-de-Bourse
- La Ventrouze
- Verrières
- Vidai
- Vieux-Pont
- Villebadin
- Villedieu-lès-Bailleul
- Villers-en-Ouche
- Villiers-sous-Mortagne
- Vimoutiers
- Vingt-Hanaps
- Vitrai-sous-Laigle

## Y
Les Yveteaux